# Kleopatra z Macedonii
Kleopatra (gr: Κλεοπάτρα, Kleopátra) (ur. ok. 355, zm. 308 p.n.e. w Sardes) – królowa Epiru, regentka Epiru w latach 334-325 p.n.e., córka króla Macedonii Filipa II i królowej Olimpias, siostra Aleksandra Macedońskiego, żona Aleksandra I, wuja oraz króla Epiru.

## Biografia
W r. 336 p.n.e., podczas wielkiego październikowego święta w Ajgaj, doszło do ślubu między Kleopatrą a Aleksandrem I, bratem Olimpias. Filip II zaprosił wielu wybitnych przedstawicieli państw greckich, arystokratów bałkańskich oraz ważnych Macedończyków. Złożył publiczne ofiary z modlitwą, zorganizował uczty dla gości oraz konkursy muzyczne. W czasie trwania ślubu został jednak zamordowany przez Pauzaniasza z Orestis. Kleopatra postanowiła wyjechać z nowo zaślubionym mężem do Epiru. Urodziła mu tam niebawem dwoje dzieci: syna Neoptolemosa (ur. ok. 335, zm. 296 p.n.e.) oraz córkę Kadmeję (zm. po 296 p.n.e.).
W r. 334 p.n.e. małżonek Aleksander I postanowił, na zaproszenie Tarentu, przeprawić się do południowej Italii ze swą armią Molossów i swymi epirockimi sprzymierzeńcami. Pozostawił w domu Kleopatrę jako regentkę Epiru. Zginął tam w r. 330 p.n.e. Kleopatra, jako wdowa, nadal pełniła funkcję regentki z powodu małoletniości syna Neoptolemosa II, który wstąpił na tron Epiru. W r. 325 p.n.e. Aleksander Macedoński postanowił, że Olimpias ma przejąć jej rolę w Epirze. Kleopatra zaś miała przybyć do Macedonii, by objąć po matce urząd prostasia, najbardziej prestiżowy u Macedończyków. Osoba posiadająca go miała obowiązek, m. in. codziennego składania ofiar celem zyskania przychylności bogów oraz zapewnienia dobrobytu państwa. Kleopatra pełniła ten urząd do czasu przekazania go Kraterosowi po śmierci brata.
W r. 323 p.n.e., po śmierci jej brata Aleksandra Macedońskiego, Olimpias przyłączyła się do koalicji przeciwko Antypatrowi. Obawiając się kary z jego strony, zapewniła sobie pomoc Kleopatry, która przebywała w Pelli. Obie postanowiły zmienić decyzję z r. 323, osadzając swego króla. Pierwszym ich kandydaten był Leonnatos należący do rodu królewskiego. Na początku r. 322 p.n.e. Kleopatra w liście zapraszała go do Macedonii oraz proponowała małżeństwo. Ten ujawnił sekret Eumenesowi, wraz z którym chciał wyjechać. Ów jednak wymknął się w tajemnicy, by poinformować o tym Perdikkasa. Po jego śmierci i przybyciu Kraterosa Kleopatra złożyła ofertę małżeństwa Perdikkasowi, także należącemu do rodu królewskiego. Zimą 322/321 p.n.e. przybyła z błogosławieństwem matki do Sardes, by w tajemnicy złożyć mu swą propozycję. Ten jednak wybrał na żonę Nikaję, córkę Antypatra. Ten niebawem, będąc w trudnej sytuacji, wysłał Eumenesa z prezentami do Kleopatry, obiecując rozwieść się z żoną i poślubić ją. Gdy doszło do wojny domowej, Kleopatrze udało się nie brać w niej udziału.
Wiadomość o morderstwie jej bratanka Heraklesa i Barsine (r. 309 p.n.e.) była szczególnie ważna dla Kleopatry, przebywającej nadal w Sardes oraz dla Ptolemeusza, który chciał przybyć do Grecji. Uważała, że Aleksander IV, jej drugi bratanek, nie jest bezpieczny w rękach Kassandra. Mogła jednak interweniować tylko za pośrednictwem Lizymacha lub Ptolemeusza, ponieważ była już w konflikcie z Antygonem. Wybrała drugiego, który proponował jej uprzednio (jak Lizymach) małżeństwo. Powiadomiła go, że się z nim chętnie spotka w Grecji.
Ptolemeusz bardzo dobrze wywiązał się ze swego zadania. Uwolnił miasta greckie od garnizonów Kassandra, zajął cały Peloponez wraz z Sykionem i Koryntem oraz wyzyskał jego zasoby celem wojny, po zerwaniu z nim sojuszu. Czekał na nadejście Kleopatry, by wyzwolić Ateny i państwa środkowej Grecji oraz Macedonię. Ta jednak nie przybyła, gdy bowiem chciała opuścić Sardes, zatrzymał ją zarządca miasta. Zgodnie z rozkazem  satrapy Antygona przekupił kilka niewiast, które zabiły Kleopatrę w r. 308 p.n.e. Antygon kazał niektóre z nich stracić po osądzeniu, po czym zorganizował Kleopatrze piękny królewski pogrzeb z honorami. Ptolemeusz, dowiadując się o jej śmierci, postanowił porzucić plany wojenne i wycofać się do Egiptu.